# Laurent Bidart
Pour les articles homonymes, voir Bidart.
Pas d'image ? Cliquez ici

a Compétitions nationales et continentales officielles uniquement.

b Matchs officiels uniquement.
Dernière mise à jour le 9 décembre 2024.
Laurent Bidart (né le 11 janvier 1930 à Boucau et mort le 4 juin 2000 à Sainte-Soulle) est un joueur français de rugby à XV.

## Biographie
Laurent Bidart a joué avec l'équipe de France et le Stade rochelais au poste de demi d'ouverture (1,62 m pour 64 kg). 
Il est le grand-père de Jean-Baptiste Élissalde et le beau-père de Jean-Pierre Élissalde, internationaux de rugby à XV français.
Il a été entraineur de l'US Saujon demi finaliste du championnat de France de troisième division en 1974.

### En équipe nationale
Laurent Bidart a disputé son premier test match le 28 mars 1953 contre l'équipe du pays de Galles. Il a joué deux autres matchs internationaux avec France B, le 27 avril 1953 (Royal Navy) et le 1er janvier 1955 (Combined Services).

## Palmarès
- Sélection en équipe nationale : 1